# Pselliopus barberi
Pselliopus barberi är en insektsart som beskrevs av Davis 1912. Pselliopus barberi ingår i släktet Pselliopus och familjen rovskinnbaggar. Inga underarter finns listade i Catalogue of Life.